# Ji Xinpeng
Ji Xinpeng (吉新鹏S, Jí XīnpéngP; 30 dicembre 1977) è un ex giocatore di badminton cinese.
Ha vinto la medaglia d'oro olimpica nel badminton alle Olimpiadi di Sydney 2000 nel torneo di torneo di singolare maschile.